# 上野梨紗
上野梨紗（日语：／，2006年6月24日—），日本棋院東京本院所屬的女性圍棋職業棋士，目前為職業三段，師從藤澤一就八段，姐姐為圍棋職業六段上野愛咲美。

## 簡歷
上野梨紗，2006年6月24日出生於日本東京都中野區，受到姐姐上野愛咲美的影響，四歲開始下圍棋，並進入藤澤一就八段經營的新宿兒童圍棋學校學習。2017年7月於泰國舉行的第34屆世界青少年圍棋錦標賽，獲得12歲以下少年組第三名。2019年1月至2月間，於女性職業棋士特別測驗本賽中，以7勝1負位居首位，成為職業棋士，當年4月入段。上野梨紗當時以12歲9個月的年齡，為歷年日本成為女性圍棋職業棋士當中第三年輕的，僅次於仲邑菫（10歲0個月）、藤澤里菜（11歲6個月）。2022年6月晉升職業二段。
2023年2月，在杭州亞運日本圍棋女子團體代表隊選拔賽中，以8目半勝牛榮子，入選代表隊，與原先內定的女流本因坊藤澤里菜、女流名人上野愛咲美三人成為代表隊成員。
2024年3月8日，晉升三段。
2025年3月16日，在扇興杯世界女子圍棋最強戰(首次參加世界大賽)決賽擊敗崔精九段，成為日本最年輕的世界女子圍棋冠軍

## 外部連結
- 日本棋院 上野梨紗 （页面存档备份，存于）（日語）